# Xenurobrycon
Xenurobrycon är ett släkte av fiskar. Xenurobrycon ingår i familjen Characidae.
Kladogram enligt Catalogue of Life:
| Xenurobrycon | \| \| Xenurobrycon coracoralinae \| \| \| \| \| \| Xenurobrycon heterodon \| \| \| \| \| \| Xenurobrycon macropus \| \| \| \| \| \| Xenurobrycon polyancistrus \| \| \| \| \| \| Xenurobrycon pteropus \| \| \| \| |
|              | \| \| Xenurobrycon coracoralinae \| \| \| \| \| \| Xenurobrycon heterodon \| \| \| \| \| \| Xenurobrycon macropus \| \| \| \| \| \| Xenurobrycon polyancistrus \| \| \| \| \| \| Xenurobrycon pteropus \| \| \| \| |
|              | Xenurobrycon coracoralinae |
|              | |
|              | Xenurobrycon heterodon |
|              | |
|              | Xenurobrycon macropus |
|              | |
|              | Xenurobrycon polyancistrus |
|              | |
|              | Xenurobrycon pteropus |
|              | |